# Olive McKean
Olive Mary McKean (10 agosto 1915 – Troutdale, 31 marzo 2006) è stata una nuotatrice statunitense.
Specializzata nello stile libero, ha vinto la medaglia di bronzo nella staffetta 4x100 m sl ai Giochi olimpici di Berlino 1936.

## Palmarès
- Olimpiadi

Berlino 1936: bronzo nella staffetta 4x100 m sl.